# Oeuvreprijs van de Vlaamse Gemeenschap
De Oeuvreprijs van de Vlaamse Gemeenschap was een driejaarlijkse onderscheiding voor een Vlaamse auteur als bekroning voor een gehele schrijversloopbaan.
Het was de opvolger van de Grote vijfjaarlijkse prijs voor Vlaamse letterkunde, die bij Koninklijk Besluit van 12 oktober 1927 werd ingesteld. Vanaf 1969 werd dit een driejaarlijkse prijs, de Grote Staatsprijs genoemd, of nog de Driejaarlijkse Staatsprijs ter bekroning van een schrijverscarrière. Ten gevolge van de tweede staatshervorming in 1980 werd dit de Driejaarlijkse oeuvreprijs van de Vlaamse Gemeenschap.
In 2003 werden de Vlaamse Cultuurprijzen vernieuwd. De Oeuvreprijs van de Vlaamse Gemeenschap is sedert 2004 vervangen door een prijs voor "algemene culturele verdienste" die niet langer is voorbehouden aan schrijvers. 

## Laureaten

### Vijfjaarlijkse Staatsprijs voor Vlaamse Letterkunde
- 1930  Karel van de Woestijne
- 1935  Stijn Streuvels
- 1940  Emmanuel de Bom
- 1945  Fernand Toussaint van Boelaere
- 1950  Herman Teirlinck
- 1955  Jan van Nijlen
- 1960  Willem Elsschot
- 1965  Gerard Walschap

### Driejaarlijkse Staatsprijs ter bekroning van een schrijverscarrière
- 1969  Marnix Gijsen
- 1972  Maurice Gilliams
- 1975  Gery Helderenberg
- 1978  Louis Paul Boon

### Driejaarlijkse oeuvreprijs van de Vlaamse Gemeenschap
- 1981 Albert Westerlinck
- 1984 Maria Rosseels
- 1987 Anton van Wilderode
- 1990 André Demedts
- 1993 Ivo Michiels
- 1996 Gust Gils
- 1999 Hugo Claus